# Charlotte von Belgien

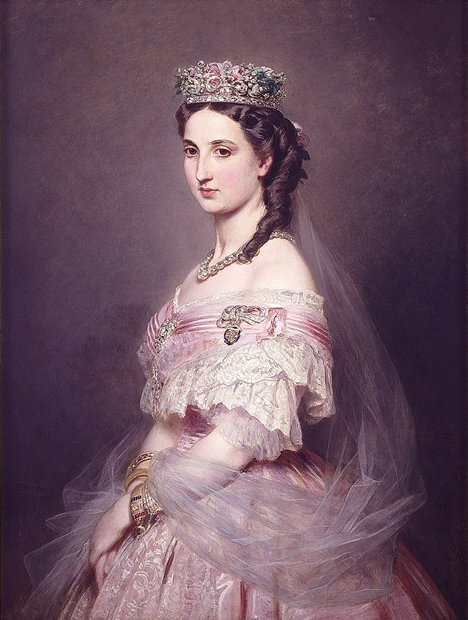
Charlotte von Belgien, 1864 als Kaiserin von Mexiko (Gemälde von Franz Xaver Winterhalter)

Marie Charlotte Amélie Augustine Victoire Clémentine Léopoldine von Belgien, später Carlota von Mexiko (* 7. Juni 1840 im Schloss Laeken bei Brüssel; † 19. Januar 1927 im Schloss Bouchout in Meise) war eine belgische Prinzessin und durch ihre Ehe mit Maximilian I. Erzherzogin von Österreich und Kaiserin von Mexiko.

## Kindheit und Jugend

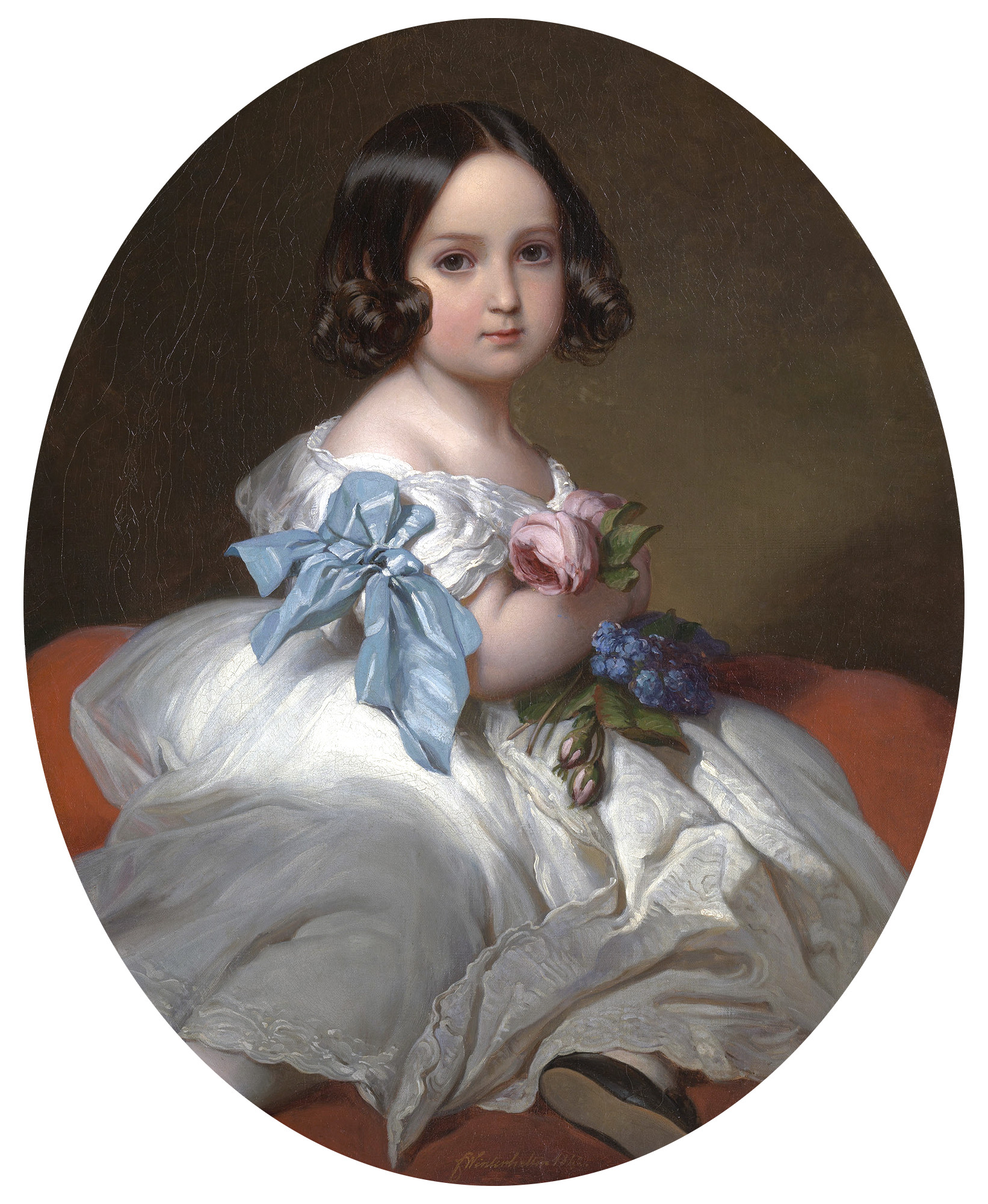
Charlotte als Kind im Alter von zwei Jahren (von Franz Xaver Winterhalter)

Sie wurde als einzige Tochter von Leopold I., König der Belgier, und seiner zweiten Frau Louise von Orléans, Prinzessin von Frankreich, im belgischen Laeken geboren. Benannt wurde sie nach der ersten Frau ihres Vaters, der englischen Thronanwärterin Charlotte Auguste, die nur wenige Stunden nach einer erlittenen Totgeburt verstarb. Charlotte entstammte durch ihren Vater, dem ersten König der Belgier, dem deutschen Haus Sachsen-Coburg und Gotha. Somit war sie sowohl eine direkte Cousine Königin Victorias als auch von deren Ehemann Albert von Sachsen-Coburg und Gotha. Ihre Mutter starb, als sie erst zehn Jahre alt war. Seit diesem Zeitpunkt wurde sie der erklärte Liebling ihres Vaters. Sie galt schon bei ihrer Geburt als eine der reichsten Prinzessinnen Europas.

## Ehe mit Erzherzog Maximilian, Kaiserin von Mexiko und Witwenschaft

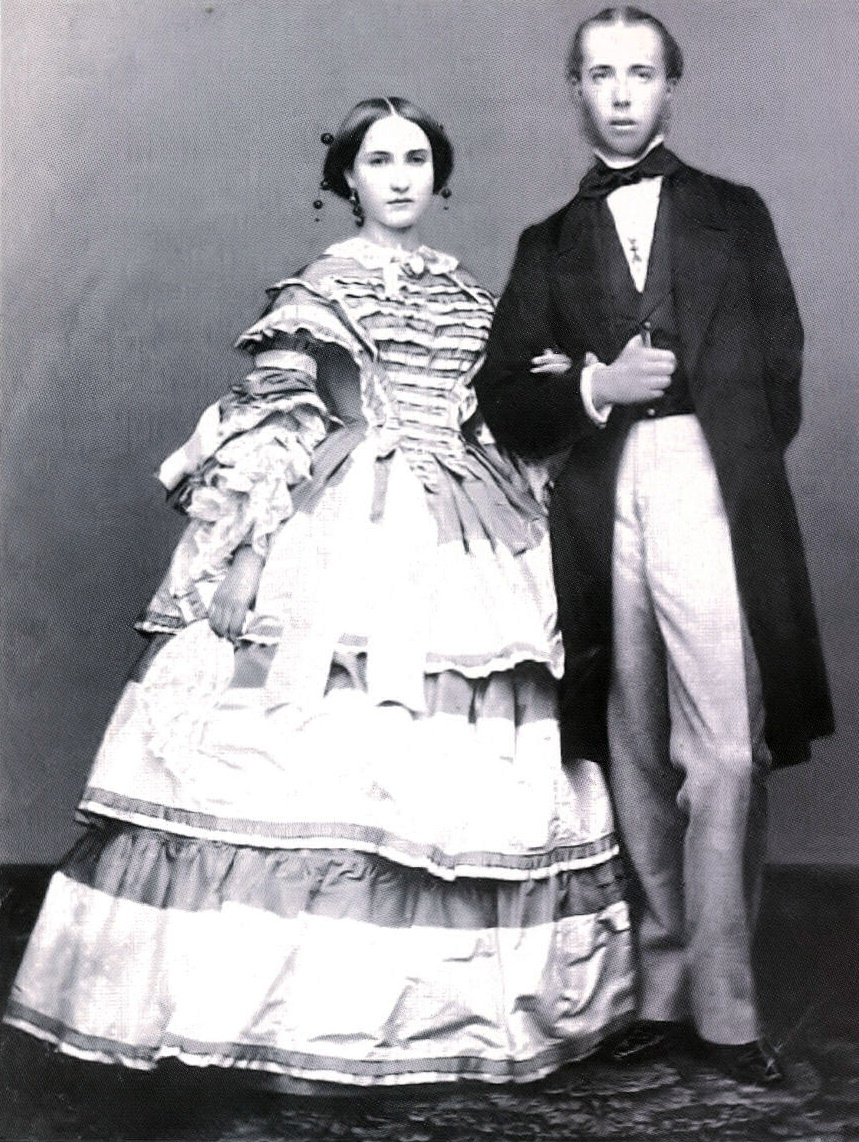
Charlotte und Maximilian im Jahr ihrer Heirat (1857)

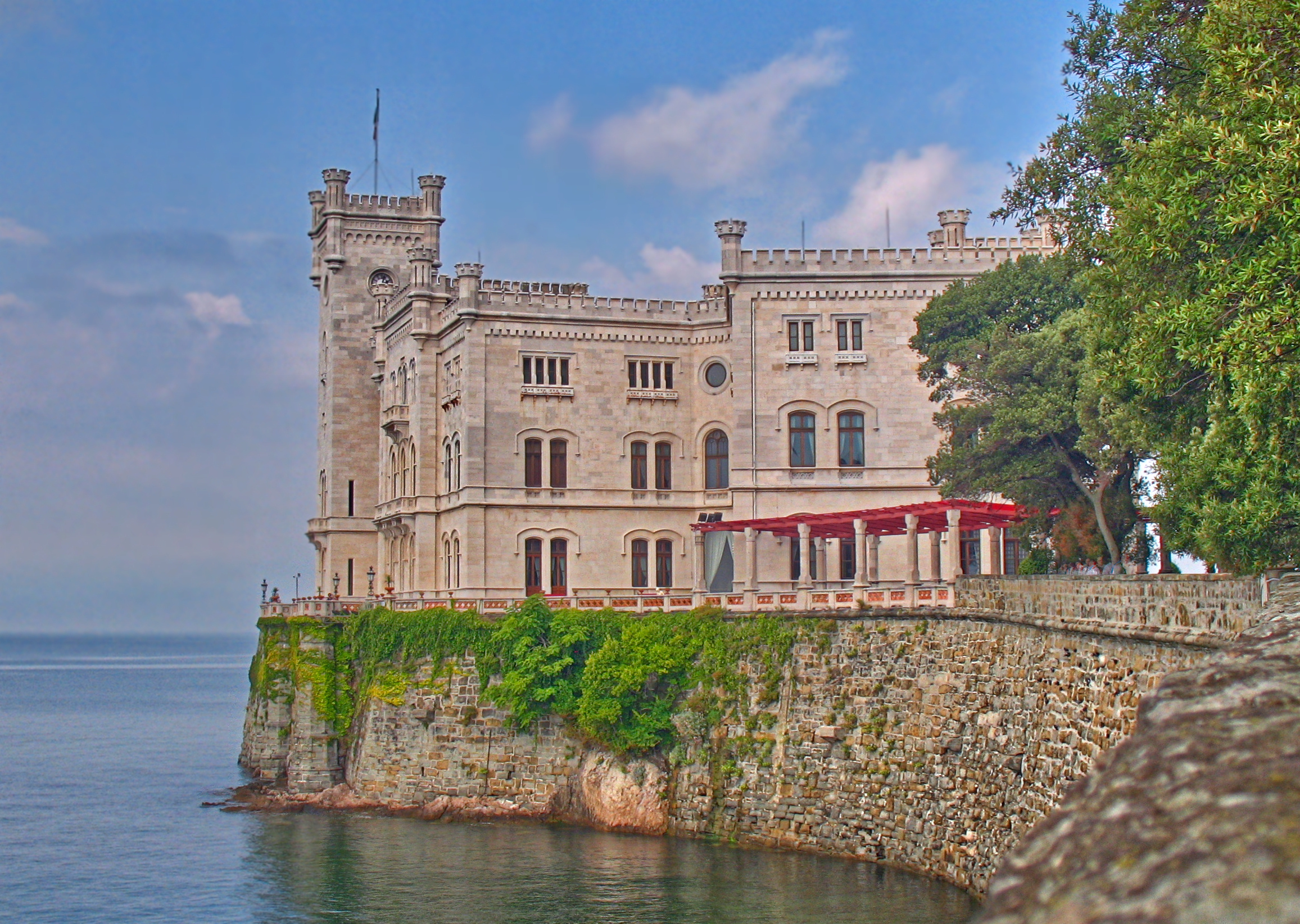
Schloss Miramare bei Triest

Charlotte war sechzehn, als sie Erzherzog Ferdinand Maximilian, den idealistischen und liberalen jüngeren Bruder Kaiser Franz Josephs, erstmals traf und sich in ihn verliebte. Es folgten zähe Verhandlungen um die Mitgift der Braut. Schließlich wurde eine Aussteuer in Höhe von 535.000 Francs in Schmuckstücken und 2.874.000 Francs in Wertpapieren festgelegt. Am 27. Juli 1857 heiratete das Paar in Brüssel. Später zogen beide nach Triest, wo Max sich nach seinen Wünschen Schloss Miramare an der Bucht von Grignano erbauen ließ.
In den Jahren 1862/63 rückten französische Interventionstruppen in Mexiko ein und vertrieben die republikanische Regierung. Nachdem Maximilian, aufgrund falscher Versprechungen von Seiten Napoleons III. und auf Drängen von dessen Frau Eugénie, am 10. April 1864 die mexikanische Krone angenommen hatte, bezog das Paar den am Rande von Mexiko-Stadt auf einem Hügel liegenden neogotischen Chapultepec-Palast. Charlotte wurde unter dem Namen Carlota zur Kaiserin von Mexiko. Ein Lebenstraum war für sie in Erfüllung gegangen – sie war Kaiserin.
Schon vorher hatte allerdings Maximilian den Thron Griechenlands abgelehnt, der ihm angeboten worden war – sein Cousin, Otto von Griechenland, und dessen Gattin Amalia waren von diesem zuvor vertrieben worden.

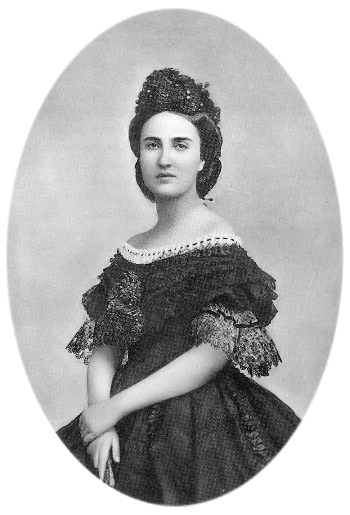
Prinzessin Charlotte von Belgien, Erzherzogin von Österreich und Kaiserin von Mexiko

Als Napoleon III. seine Truppen aus Mexiko zurückzog und Maximilian im Kampf gegen die revolutionären Bewegungen alleine zurückließ, reiste Charlotte nach Europa, um in Paris, Wien und schließlich in Rom beim Papst um Unterstützung zu bitten. Ihre Bemühungen blieben erfolglos. Sie erlitt einen schweren Nervenzusammenbruch und kehrte nie wieder nach Mexiko zurück. 

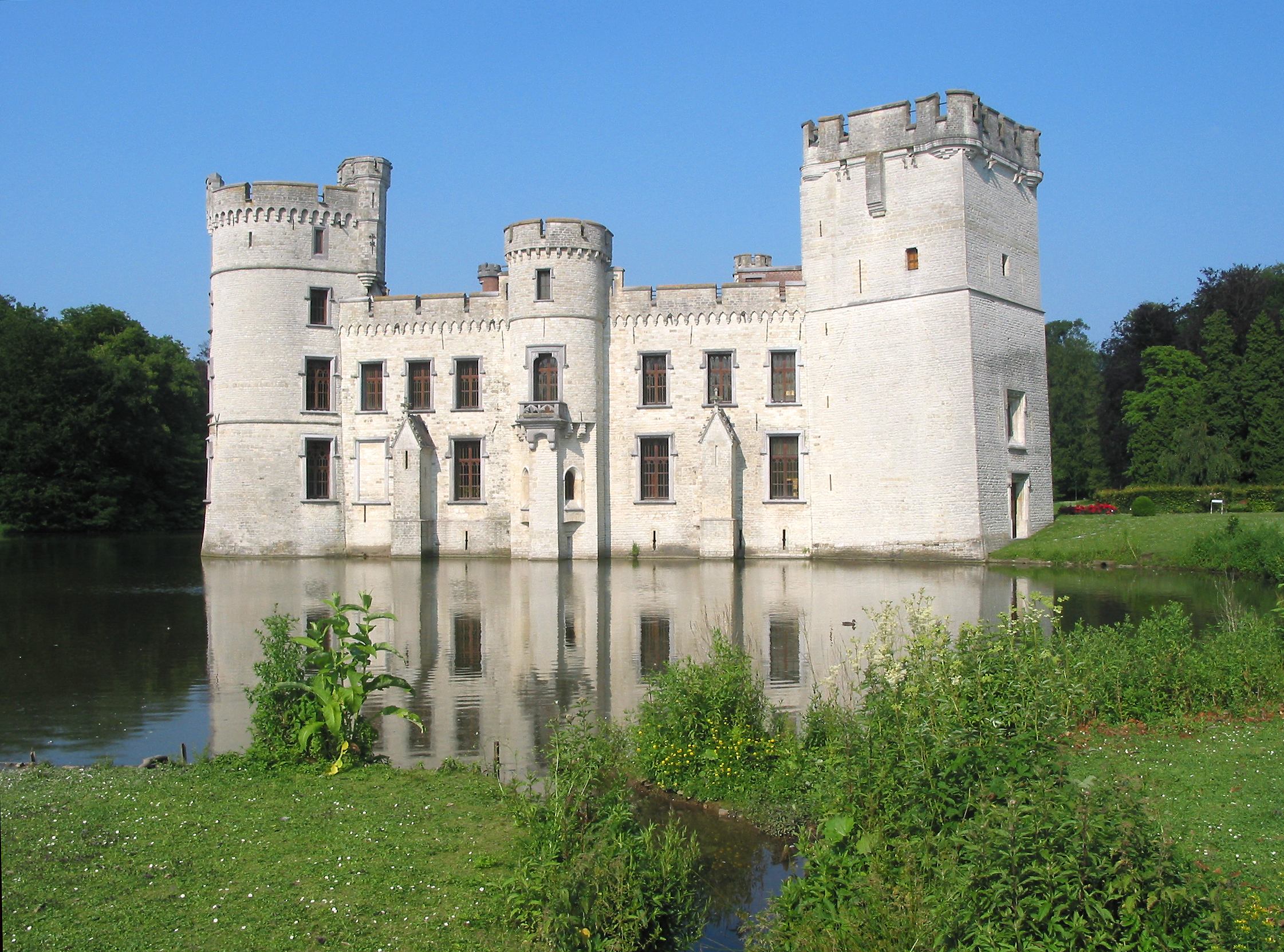
Schloss Bouchout, Flandern

Nach Maximilians Hinrichtung im Jahre 1867 verschlechterte sich ihr Zustand noch mehr und ihr Bruder Philipp, Graf von Flandern, zog  Ärzte zur Beurteilung hinzu, unter diesen auch den Psychiater Josef Gottfried von Riedel, die sie für wahnsinnig erklärten. Sie verbrachte den Rest ihres Lebens sehr zurückgezogen, zuerst auf Schloss Miramare und dann auf Betreiben ihres Bruders König Leopold II. auf dessen Schloss Bouchout im belgischen Meise, wo sie am 19. Januar 1927 starb. Man sagt, sie habe bis zu ihrem Tod geglaubt, sie sei amtierende Kaiserin in Mexiko. Begraben liegt sie in der Liebfrauenkirche in Laeken.

## Nachkommen
Charlotte und Maximilian hatten keine Kinder. 1865 adoptierte das Paar jedoch Agustín de Iturbide y Green und Salvador de Iturbide y Marzán, Enkel von Agustín de Iturbide, dem früheren Kaiser Mexikos, der zwischen 1822 und 1823 regierte. Man verlieh Agustín im Alter von zwei Jahren den Titel „Seine Hoheit, der Prinz von Iturbide“, um ihn als Thronfolger einsetzen zu können. Die Ereignisse von 1867 zerschlugen jedoch solche Hoffnungen, und als Augustín erwachsen war, verzichtete er auf alle Thronrechte, diente in der mexikanischen Armee und etablierte sich schließlich als Professor in Washington, D.C.
Es ist behauptet worden, Charlotte habe am 21. Januar 1867 ein außereheliches Kind vom belgischen Oberst Alfred Baron van der Smissen zur Welt gebracht. Das würde bedeuten, dass Charlotte schwanger war, als sie nach Europa segelte, um nach Unterstützung für ihren Mann zu suchen. Laut einigen Quellen war dieses Kind der spätere französische General Maxime Weygand (1867–1965). Weygand weigerte sich, zu diesen Gerüchten Stellung zu nehmen; die Identität seiner Eltern blieb ungeklärt. Andere Quellen haben behauptet, seine Mutter sei eine unbekannte Polin und sein Vater Leopold II. (Charlottes Bruder) oder Maximilian.
Der belgische Historiker Albert Duchesne veröffentlichte 1967 nach langen Forschungen ein Buch mit der These, van der Smissen sei Weygands Vater gewesen.

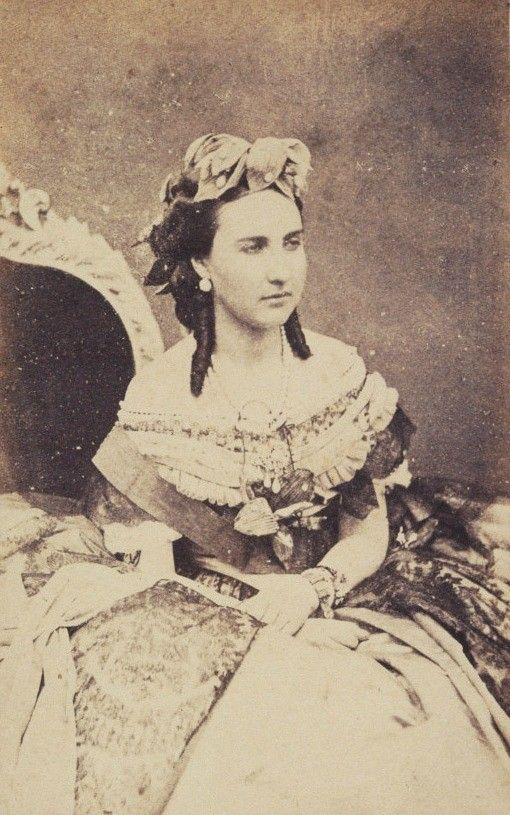
Charlotte als Kaiserin von Mexiko, fotografiert zwischen 1864 und 1866

Der belgische Historiker André Castelot (1911–2004) veröffentlichte 1968 ein Buch, das Fotos von van der Smissen und Weygand enthielt. Ihre Ähnlichkeit ist frappierend.

## Charakter und Persönlichkeit
Charlotte galt zu ihrer Zeit als sehr gebildet – sie beherrschte vier Sprachen fließend und wurde in den Fächern Philosophie, Geschichte, Naturwissenschaft, Musik sowie von Peter Ludwig Kühnen in Malerei unterrichtet. Außerdem liebte sie die Musik von Johann Sebastian Bach. Sie war eine ausgesprochene Schönheit, die selbst Kaiserin Elisabeth Konkurrenz machte. Diese hasste ihre Schwägerin und nannte sie verächtlich „kleine Coburgerin“. Dies mag auch an Charlottes altkluger und stets überlegen wirkender Art gelegen haben. Ebenso wie ihr späterer Gatte war sie stets überzeugt davon, dass sie zum Herrschen bestimmt sei. Zeitgenossen und auch viele Historiker sahen in ihr eine ehrgeizige Frau, die den gutmütigen Träumer Maximilian aufgrund ihrer Machtgier ins Unglück gestürzt habe. Die Liebe der willensstarken Frau zu ihrem romantischen Ehemann war jedoch größer, als dies umgekehrt der Fall war. Bereits bei den Verhandlungen hinsichtlich ihrer Mitgift war festzustellen, dass er viel mehr Geschäftsmann als verliebter Träumer war, hatte er doch schon damals riesige Schulden angehäuft, und ihr Vermögen konnte ihm aus dieser Bedrängnis helfen.